# Bataille de Vedeno
La bataille de Vedeno a opposé les forces fédérales russes et les rebelles tchétchènes pour le contrôle du district montagneux de Vedensky, dans le sud-est de la Tchétchénie, et de sa capitale (Vedeno (en)).

## Bataille
La bataille a commencé le 13 août 2001, lorsque les rebelles tchétchènes se sont emparés du village de Benoi-Yourt, ont attaqué le bureau du commandant militaire local et placé des points de contrôle sur une route stratégique menant plus au sud à la ville de Vedeno. Des administrateurs pro-Moscou auraient été tués par les rebelles. De violents combats se sont poursuivis le lendemain, le 14 août, décrits comme « l'attaque la plus lourde menée par des combattants tchétchènes au cours des dix-sept derniers mois. ». Des sources russes ont démenti les rapports d'agences indépendantes, affirmant que la situation était sous contrôle ; cependant, des renforts fédéraux furent immédiatement envoyés dans la zone. Le porte-parole de la présidence russe jerhereirrie, Sergueï Yastrzhembsky, a qualifié les derniers développements de "une imitation de l'activité des "bandes""[réf. nécessaire].
L'armée russe a commencé à tirer des missiles SCUD sur Vedeno le 15 août. Pendant ce temps, les rebelles ont frappé un hélicoptère militaire avec un lance-grenades près de Tsa Vedeno, entraînant son crash et la mort de ses deux pilotes. Deux jours plus tard, le 17 août, des combattants tchétchènes ont abattu un troisième hélicoptère, celui du ministre de l'Information de l'époque, Movladi Udugov. La nouvelle a été en partie démentie par les responsables russes, qui ont seulement admis que deux hélicoptères avaient été abattus.
Le gouvernement russe a annoncé le 22 août que l'armée avait blessé Shamil Basayev, tandis qu'un site Internet pro-rebelle a insisté sur le fait que plus de 40 Russes étaient morts dans des combats acharnés, dont 14 en Tchétchénie dans deux embuscades distinctes.
Le 26 août, les rebelles tchétchènes auraient réussi à prendre le contrôle de Vedeno[réf. nécessaire]. Dans le même temps, les médias russes, citant des sources militaires, ont signalé une recrudescence du nombre d'attaques contre les forces fédérales dans les districts du nord de la Tchétchénie, auparavant considérés comme pacifiés.